# Violinski koncert (Čajkovski)
Koncert za violino in orkester v D-duru, op. 35 Petra Iljiča Čajkovskega je eden najbolj priljubljenih violinskih koncertov v svetovnem merilu.
Čajkovski (1840–1893) je znameniti violinski koncert napisal marca 1878 v švicarskem zdravilišču Clarens; tja je namreč pobegnil po kratkotrajnem katastrofalnem zakonu z Antonino Ivanovo Miljukovo. Čajkovski je bil namreč istospolno usmerjen, oženil pa se je v panični želji, da bi sebi in svetu dokazal nasprotno.
Zakon se je končal z eno najhujših kriz v življenju tega velikana ruske romantike, vendar pa ta nikakor ni škodovala njegovi ustvarjalnosti. Nasprotno, v tem času je med drugim dokončal opero Jevgenij Onjegin in napisal svojo Četrto simfonijo. Pobudo za violinski koncert je dobil, ko je v Clarensu s svojim nekdanjim učencem s konservatorija, znanim violinistom Josifom Kotkom (ta je še danes znan po skrajno težavnih etudah za violino), izvajal Lalojevo Špansko simfonijo in druge virtuozne skladbe za violino. Koncert za violino je ustvarjal z zanosom. V pismu svoji mecenki in zaupnici von Meckovi je zapisal: »Prvič v življenju se mi je zgodilo, da sem začel ustvarjati novo delo, še preden sem dokončal prejšnje. Nisem se namreč mogel upirati neverjetnemu užitku, ki me je prevzel ob skiciranju koncerta«. Partitura je bila nared v treh tednih, ko pa mu je Kotek koncert zaigral, je Čajkovski drugi stavek, Meditacijo, zamenjal z lahkotno, a strastno Canzonetto. Krstna izvedba naj bi bila leta 1879 v Sankt Peterburgu, vendar violinist Leopold Auer, oče slovite ruske violinske šole, koncerta ni hotel igrati. Trdil je, da je neizvedljiv in muzikalno šibak. Prvič ga je tistega leta javno odigral Leopold Damrosch v New Yorku. Pozneje je koncert z uspehom izvajal violinist Adolf Brodski. 
Njegova izvedba koncerta leta 1882 na Dunaju je temu navdihnjenemu romantičnemu delu prislužila besni napad kritika Eduarda Hanslicka. Strogi mož je zapisal: »Violina ni več inštrument, na katerega bi igrali ... Friedrich Vischer... je nekoč izjavil, da obstajajo slike, ki smrdijo. Violinski koncert Čajkovskega zbuja tole neprijetno misel: ali morda ne obstajajo tudi skladbe, ki jih slišimo smrdeti?« Ne meneč se za nizkotne izbruhe Hanslicka je Adolf Brodski koncert ponovno in z zelo velikim uspehom izvedel v Londonu. Danes velja to delo Čajkovskega za enega najlepših solističnih koncertov za violino, tako priljubljena sta le še Beethovnov in Brahmsov violinski koncert. Vsi veliki violinisti (posebno znamenite so interpretacije Jasche Heifetza, Davida Ojstraha, Pinchasa Zuckermana, Gidona Kremerja in Viktorja Tretjakova) so v tem koncertu iskali ravnotežje med romantičnim poletom in interpretativno natančnostjo, med liričnimi čustvi in neizprosno virtuoznostjo. Posebno zahtevna je naloga solista v zadnjem stavku: krepka plesna tema vedno znova prehaja v vrtoglave pasaže, vendar pa pri tem hitrost nikakor ne sme načeti solističnega tona. 

## Stavki
1. Allegro moderato
2. Canzonetta: Andante
3. Finale: Allegro vivacissimo